# Arthur Tracy
Pour les articles homonymes, voir Tracy.
Arthur Tracy (né le 25 juin 1899, mort le 5 octobre 1997), surnommé The Street Singer est un chanteur et acteur américain. Ses prestations au théâtre, au cinéma et à la radio lui ont valu une célébrité internationale dans les années 1930.

## Biographie
Né sous le nom Abba Avrom Tracovutsky à Kamianets-Podilsky dans l'actuelle Ukraine, il émigre aux États-Unis avec ses parents en octobre 1906, en tant que passager du S/S Blücher sur la ligne Hambourg-New York. Après être passés par Ellis Island, ils s'installent à Philadelphie. Il est naturalisé en 1913. Il étudie l'architecture à l'Université de Pennsylvanie, mais abandonne ses études pour devenir chanteur professionnel. Il tente sa chance à New York en 1924 où il se produit dans des vaudevilles et des revues amateur, où il est repéré par William S. Paley qui lui offre une émission de radio de 15 minutes sur CBS. Il rencontre le succès dans la comédie musicale The Street Singer en 1924, reprise au cinéma en 1937.
En 1935 il visite l'Angleterre où ses enregistrements sont déjà connus. Après la guerre, il sort de sa retraite pour apparaître à 82 ans à Greenwich Village. Il meurt d'un arrêt cardiaque à New York en octobre 1997.

## Filmographie
- 1931 : Russian Lullaby (court-métrage)
- 1932 : The Big Broadcast
- 1932 : Romantic Melodies
- 1936 : Limelight
- 1937 : Command Performance
- 1937 : The Street Singer : Richard King
- 1938 : Follow Your Star
- 1981 : Tout l'or du ciel (Pennies From Heaven)
- 1988 : Crossing Delancey